# Epinephelus bleekeri
Epinephelus bleekeri är en fiskart som först beskrevs av Vaillant, 1878.  Epinephelus bleekeri ingår i släktet Epinephelus och familjen havsabborrfiskar. IUCN kategoriserar arten globalt som nära hotad. Inga underarter finns listade i Catalogue of Life.